# Continuacionismo

Pentecostes (El Greco, 1597)

Continuacionismo, conhecido também por Continuísmo, é uma cosmovisão teológica cristã acerca da continuidade dos chamados dons do Espírito Santo, sendo mais comum entre cristãos pentecostais, carismáticos e neopentecostais. Continuacionistas (ou continuístas) creem que todos os dons do Espírito Santo que foram manifestos no período da Igreja Primitiva continuam existindo e são necessários, também na atualidade, à Igreja.
A visão continuísta se opõe, assim, ao cessacionismo, que é a visão de cessação de alguns destes dons a partir do século III, ou do fechamento do Cânon bíblico.

## Defensores e Opositores
Entre os expoentes do continuísmo estão: John Piper,Wayne Grudem, J. I. Packer, Mark Driscoll, D. A. Carson, C. J. Mahaney, Kevin DeYoung.
Alguns autores, entretanto, se opõem fortemente à visão continuísta, tais como John Fullerton MacArthur , Augustus Nicodemus, Hernandes Dias Lopes, Héber Carlos de Campos, Héber Campos Junior.
Observa-se que a maioria dos opositores da visão continuísta faz parte de denominações reformadas e/ou fundamentalistas.

## Denominações não pentecostais
Apesar de amplamente adotada pelas denominações dos movimentos pentecostais/carismáticas e neopentecostais e suas subdivisões, a visão continuísta também tem sido adotada por denominações mais tradicionais, entre elas:
- Igreja Presbiteriana Independente do Brasil (IPIB), que é continuísta desde 1993[9].

- Em contraposição, a posição cessacionista é majoritária na Igreja Presbiteriana do Brasil[10][nota 1][11], a maior denominação presbiteriana do Brasil, e na Igreja Presbiteriana Conservadora do Brasil, que separou-se na IPIB na década de 1930.[12]
- A Igreja Metodista do Brasil, é majoritariamente continuísta.
- A Igreja Evangélica de Confissão Luterana no Brasil também se posiciona favorável à continuidade dos dons[13].
- A Convenção Batista Brasileira, conhecida por possuir uma grande ala carismática que, na década de 1980, representava 5% das congregações, o que evidencia grande crescimento da visão continuísta nas igrejas que fazem parte dessa convenção[14][15].

Além dessas, muitas outras denominações tradicionais menores do protestantismo têm se aberto à visão continuísta, nas décadas finais do século XX e início do século XXI, seja nos Estados Unidos, seja no Brasil.